# Annunciazione (Masolino)
L'Annunciazione di Masolino è un dipinto (tempera su tavola, 148x115 cm) databile al 1423-1424 o al 1427-1429 e conservato nella National Gallery of Art di Washington.

## Storia
L'opera venne dipinta per l'altare della cappella Guardini sulla parete sinistra della chiesa di San Niccolò Oltrarno a Firenze. Non è chiaro se l'opera sia stata dipinta prima o dopo la Cappella Brancacci (dove Masolino lavorò nel 1424-1425) e ciò è legato alla complessa questione della capacità di Masolino di usufruire della prospettiva, che alcuni ritengono conquista ed altri invece attribuiscono sempre a un intervento diretto del collaboratore Masaccio.
Verso il 1567 la tavola venne trasferita in un'altra cappella e nel 1576 fu posizionata in sacrestia, quando fu sostituita da una più moderna annunciazione dipinta da Alessandro Fei. Rimase nella chiesa fino all'inizio del XIX secolo, a giudicare da alcune informazioni indirette offerte dai commenti alle varie edizioni delle Vite di Vasari nelle quali l'opera è citata. Fu forse allora esportata da Firenze e acquistata, pare, da Francis Weymss-Charteris-Douglas, duca di Wemyss, che l'avrebbe portata nella residenza di Gosford House, a Longniddry, in Scozia. Passata ai suoi eredi, nel 1915 circa si trovava a Londra, dall'antiquario Robert Langton Douglas, che la piazzò nel 1916 a Henry Goldman di New York. Il 26 aprile 1937 fu acquistata dal A.W. Mellon Educational and Charitable Trust di Pittsburgh e nel 1937 venne donata alla National Gallery.

## Descrizione e stile
L'Annunciazione di Masolino è un'importante opera di passaggio dall'iconografia trecentesca del tema (improntata massimamente da Simone Martini nell'Annunciazione degli Uffizi) all'iconografia quattrocentesca e, quindi, rinascimentale. Masolino ambientò la scena, invece che in un mistico fondo oro, in una stanza con gli elementi dell'arredo e dell'architettura ben compiti, anche se non rinunciò a un richiamo alla tradizionale separazione in pannelli, tramite la giustapposizione della colonna centrale, che spartisce in due la scena. Ben calibrato è il gioco di archi, che spinge lo sguardo dello spettatore in profondità fino alla porta socchiusa, grazie a un uso equilibrato della prospettiva, che arriva a far vedere l'ornamentazione dei soffitti. L'effetto è però più decorativo che realistico e non mancano incertezze, come proprio il raccordo della colonna, che alla base si trova in primissimo piano e al capitello invece sembra più arretrata. I due protagonisti non sembrano così abitare lo spazio, ma appaiono semplicemente giustapposti in primo piano ad esso.
L'angelo è abbigliato sontuosamente e tiene le braccia incrociate in segno di reverenza alla Vergine. Essa è seduta in un trono ed ha in mano il tradizionale attributo del libro, simbolo delle Scritture che si avverano. Con un gesto eloquente sembra accettare con remissione l'incarico affidatole dal Signore, mentre una luce divina le illumina la testa dal soffitto.
La sua figura è di elegante aristocraticità, con un manto che crea un panneggio dalle linee articolare e mosse, in linea col gusto gotico internazionale. Tipica di Masolino è la mano con le dita affusolate, che si appoggia eterea e senza sforzo alcuno, elegante ma irreale.
L'effetto generale dell'opera è quello di una scena delicata e ornamentale, con preziosi accordi cromatici estremamente curati.

## Altre opere
Di Masolino si conserva anche un'annunciazione giovanile a Panicale ed un'altra Annunciazione frammentaria, composta da due pannelli con l'Angelo e la Vergine spezzati in epoca imprecisata, sempre conservati nella National Gallery di Washington. Questa seconda opera, analoga all'Annunciazione di San Niccolò, mostra l'Angelo di profilo e viene generalmente datata al 1430 circa.
A questi lavori di Masolino si ispirò Beato Angelico, che rivoluzionò ulteriormente il tema dell'Annunciazione impostando un nuovo formato che ebbe ampia eco nel XV secolo.